# Роберт О'Ніл
Роберт О'ніл — військовий та політичний діяч, мотиваційний спікер та колишній оператор SEAL.

## Біографія
Народився 10.04.1976 у м. Бат, штат Монтана. Дитинство своє він сам називав ідиалістичним. У 1994 Роберт випустився з вищої школи м. Бат та вступив до Технологічного університету м. Монтана. Службу, як сам О'ніл заявляв, розпочав після розриву стосунків. 29.01.1996 Роберт був прийнятий у ролі снайпера до складу КМП США, трохи пізніше він був зарахований до складу підрозділу SEAL. Навчання пройшов на базі ВМС у Колорадо. Роберт одружився у 2004 році і має 2 дітей. У 2017 році воїн одружився вдруге з дружиною, якій було 27 років. З попередньою він розлучився через стрес та алкоголізм, спричинений його службою у війську. Щодо служби, то О'ніл засвітився у 3 знаменитих операціях: порятунок Маркуса Латрелла, викрадення Маерська та операція «Спис Нептуна». Щодо останньої, то сам О'ніл стверджує, що це саме він вистрілив у терориста номер 1, хоча командування SEAL не підтверджує цю інформацію, а оператори загону, в якому діяв О'ніл стверджують, що його роль взагалі тут була незначна і що це не він стріляв. Тим не менш, за ці всі операції він отримав 2 срібних зірки, 4 бронзових зірки, по 2 медалі від ВМС та КМП та 4 президентські грамоти. Морпіх покинув службу 24.08.2012 у офіцерському званні. Після відставки Роберт влаштувався мотиваційним спікером та співавтором каналу Fox News. Також морпіх видав книгу «Оператор», що розповідає про його службу у 4 загонах SEAL. За мотивами «пригод» О'ніла було знято 3 фільми, найвідомішими з яких є «Вцілілий» та «Ціль номер один».